# Дибург
Дибург (на немски: Dieburg) е град в Южен Хесен, Германия, с 15 500 жители (2015).
Градът се намира на около 15 km източно от Дармщат. В града има части от университет Дармщат.